# Hadad
Hadad (ugaritsko 𐎅𐎄 Haddu), Adad (akadsko 𒀭𒅎) ali Iškur (sumersko) je bil bog groma in dežja v kanaanskem in starodavnih mezopotamskih verstvih.
V Ebli je okoli leta 2500 pr. n. št. dokazan kot  Hadda. Amoriti so prenesli Hadada Iz Levanta v Mezopotamijo, kjer je postal znan kot akadski bog Adad.
Imeni Adad in Iškur sta običajno napisani z logogramom dIM,  s katerim se piše tudi ime huritskega boga Tešuba. Hadada so imenovali tudi Pidar, Rapiu in Baal-Zefon ali preprosteje Baal (Gospodar), čeprav so ta naslov uporabljali tudi za druge bogove. 
Hadadova simbolična žival je bil bik. Upodabljali so ga kot bradatega moža, pogosto s palico in strelo in pokrivalom z bikovimi rogovi.
Hadada so kasneje enačili z grškim bogom Zevsom, rimskim bogom Jupitrom (Jupiter Dolihen), nasitskim in hetitskim bogom groma Tešubom in egipčanskm bogom Amonom.